# 立石炭鉱駅
立石炭鉱駅（リプソクタングァンえき、朝鮮語: 립석탄광역)は、朝鮮民主主義人民共和国平安南道文徳郡にある駅で、安州炭鉱線に属する。 

## 隣の駅
安州炭鉱線
清南駅 - 立石炭鉱駅 - 汰香駅